# Ekoregion zachodnioeuropejskich lasów mieszanych
Ekoregion zachodnioeuropejskich lasów mieszanych – to ekoregion 
charakteryzowany występowaniem umiarkowanego lasu liściastego (pierwotnie głównie bukowego), który pokrywa znaczną część Europy Zachodniej oraz Alp. Umiejscowiony jest na terenach następujących państw: Austria, Czechy, Niemcy, Szwajcaria, Francja, Polska, Luksemburg, Belgia. Ekoregion rozciąga się od obszarów Masywu Centralnego, gdzie znajduje się jego najwyższy szczyt Puy de Sancy (1885 m n.p.m.), poprzez Jurę ze szczytem Crêt de la Neige (1720 m n.p.m.), Wyżyna Bawarska, Średniogórze Niemieckie, Masyw Czeski do Sudetów ze Śnieżką (1603 m n.p.m.).
Wydzielony przez WWF jako jeden z ekoregionów lądowych o kodzie (PA0445). Ekoregion lasów mieszanych Europy Środkowej należy do bioregionu europejskich lasów mieszanych (European Interior Mixed Forests bioregion).

## Najważniejsze obszary chronione
- Karkonoski Park Narodowy w Czechach,
- Park Narodowy Gór Stołowych w Polsce,
- Karkonoski Park Narodow w Polsce,
- Park Narodowy Lasu Bawarskiego w Niemczech,
- Ballons des Vosges Nature Park we Francji,
- Naturpark Südschwarzwald w Niemczech,
- Naturpark Schwarzwald Mitte/Nord w Niemczech,
- Geo-Naturpark Bergstraße-Odenwald w Niemczech,
- Biosphärenreservat Pfälzerwald-Nordvogesen we Francji i Niemczech,
- Parc naturel régional du Haut-Jura we Francji,
- Park Narodowy Szumawa w Czechach,
- Parc Naturel de Gaume w Belgii,
- Park Krajobrazowy Chełmy w Polsce,
- Rudawski Park Krajobrazowy w Polsce.